# Balālam
Balālam (persiska: بلالم) är en ort i Iran.   Den ligger i provinsen Gilan, i den norra delen av landet, 180 km nordväst om huvudstaden Teheran. Antalet invånare är 297.
Terrängen runt Balālam är huvudsakligen platt, men åt sydväst är den kuperad. Runt Balālam är det ganska tätbefolkat, med 134 invånare per kvadratkilometer. Närmaste större samhälle är Rūdsar, 5,9 km nordväst om Balālam. Trakten runt Balālam består till största delen av jordbruksmark.